# Elatostema angustitepalum
Elatostema angustitepalum är en nässelväxtart som beskrevs av Wen Tsai Wang. Elatostema angustitepalum ingår i släktet Elatostema och familjen nässelväxter. Inga underarter finns listade i Catalogue of Life.